# Т-30А80
Т-30А80 — марка универсально-пропашного колёсного трактора повышенной проходимости, выпускавшегося Владимирским тракторным заводом. Трактор предназначен для предпосевной обработки почвы, посева, ухода за посевами, междурядной обработки, работы в садах и виноградниках, работы на фермах, транспортных работах, коммунальном хозяйстве. эта модель предназначена для эксплуатации в особо тяжелых условиях. Она имеет наибольшую грузоподъемность среди всего модельного ряда тракторов Т30 – 2100 кг. Для улучшения проходимости по вязким проселочным дорогам установлен полный привод. Т-30А-80 может с легкостью справляться как с обработкой вспаханных земель, так и с целинными почвами. В основном он применяется для транспортировки тяжелых грузо

## Изготовители
Т-30А — Владимирский тракторный завод.

## Описание конструкции
Трактор Т-30А — это универсально-пропашной колёсный трактор тягового класса 0,6 с полным приводом. Он предназначен для предпосевной обработки почвы, посева, посадки овощей, ухода за посевами, междурядной обработкой овощных культур и садов, уборки сена и других сельскохозяйственных и транспортных работ. Они могут также использоваться для привода стационарных машин, погрузочно разгрузочных, дорожных и других работ.
Трактор может комплектоваться кабиной, каркасом безопасности, тентом и дугой.
Модель оснащена приводом на все колеса и гидрообъемным рулевым управлением, что улучшает тяговые характеристики трактора и допускает эксплуатацию на трудных почвах, в тяжелых климатических и дорожных условиях.
Т-30А оборудован двухцилиндровым четырёхтактным дизельным двигателем воздушного охлаждения (Д-120), сухим однодисковым или двухдисковым постоянно замкнутым сцеплением, механической реверсивной коробкой передач с двумя замедленными передачами переднего хода, задней навесной системой с возможностью установки автосцепки, гидрокрюка или маятникового прицепного устройства, задним независимым валом отбора мощности. Конструкция трактора позволяет изменять агротехнический просвет, ширину колеи и переналаживать его для длительной работы задним ходом. Для привода стационарных машин может быть установлен приводной шкив, а для работы с полуприцепом тормозной цилиндр.
Кабина одноместная, каркасная, с вентиляцией, освещением, стеклоочистителями, зеркалами заднего вида.
Для повышения эффективности использования трактора предусмотрена возможность изменения колеи передних и задних колес, колесной базы, дорожного просвета.